# Iperbio
Nella versione del mito raccontato da Eschilo ne I sette contro Tebe, Iperbio (in greco: Ὑπέρβιος) è un guerriero tebano difensore della porta Atena Onca, una delle sette porte di Tebe. Uccise Ippomedonte, uno dei compagni del padre di Diomede. È raffigurato come un uomo alto e robusto.